# Roquefort-sur-Garonne
Roquefort-sur-Garonne – miejscowość i gmina we Francji, w regionie Oksytania, w departamencie Górna Garonna.
Według danych na rok 1990 gminę zamieszkiwało 806 osób, a gęstość zaludnienia wynosiła 59 osób/km² (wśród 3020 gmin regionu Midi-Pireneje Roquefort-sur-Garonne plasuje się na 408. miejscu pod względem liczby ludności, natomiast pod względem powierzchni na miejscu 844.).